# Ghosts of War
Pour plus de détails, voir Fiche technique et Distribution.
Ghosts of War est un film d'horreur britannique écrit et réalisé par Eric Bress, sorti en 2020.

## Synopsis
Vers la fin de la Seconde Guerre mondiale, en 1944, dans une France occupée et en ruines, cinq soldats américains sont envoyés dans un château français, en attendant les renforts car il s'agit d'un point stratégique, pour empêcher les Nazis de le reprendre. Pourtant, alors que leur mission semble être banale, ils vont découvrir rapidement que le manoir semble être hanté par les fantômes d'une famille massacrée par les Allemands car ils ont caché des Juifs. Dès lors, alors que leurs ennemis se rapprochent de la résidence, les cinq Américains vont devoir survivre face à une force surnaturelle qui refuse de les laisser partir, bien plus terrifiante que tout ce qu’ils ont pu voir sur le terrain.

## Fiche technique
- Titre original et français : Ghosts of War
- Réalisation et scénario : Eric Bress
- Photographie : Lorenzo Senatore
- Montage : Peter Amundson
- Musique : Michael Suby
- Production : D. Todd Shepherd, Shelley Madison et Joe Simpson
- Sociétés de production : Miscellaneous Entertainment, Highland Film Group et Ingenious Media
- Sociétés de distribution : Vertical Entertainment
- Pays d'origine :  Royaume-Uni
- Langue originale : anglais
- Format : couleur - 2.35:1
- Genre : horreur
- Durée : 95 minutes
- Dates de sortie :
  - États-Unis : 18 juin 2020
  - France : 24 mars 2021 (vidéo)
- Classification :
  - États-Unis : R (interdit aux moins de 17 ans non accompagnés)
  - France : Interdit aux moins de 16 ans à la télévision

## Distribution
- Brenton Thwaites (VF : Julien Portugais) : Chris
- Theo Rossi : Kirk
- Skylar Astin : Eugene
- Kyle Gallner (VF : Patrick Noérie) : Tappert
- Alan Ritchson : Butchie
- Billy Zane (VF : Jérôme Keen) : Dr Engel
- Shaun Toub : M. Helwig
- Alexander Behrang Keshtkar : le chef
- Kaloyan Hristov : le fils d'Helwig
- Yanitsa Mihailova : Christina Helwig

 Source et légende : version française (VF) sur RS Doublage